# Briefmarken-Jahrgang 1954 der Deutschen Bundespost
Der Briefmarken-Jahrgang 1954 der Deutschen Bundespost umfasste sieben Sondermarken und 20 neue Dauermarken. Der Dauermarkensatz Bundespräsident Theodor Heuss wurde mit 20 Werten von 2 Pfennig bis 3 DM herausgegeben.
Im Jahrgang 1957 wurden die Werte von 30 bis 90 Pfennig durch etwas kleinere motivgleiche Marken, jedoch mit anderen Farben ersetzt. Mit dem Neudruck von sechs Marken ab 1960, mit den Werten 5, 7, 10, 15, 20 und 25 Pfennig variieren die Farben ebenfalls, allerdings nur wenig. Briefmarkensammler unterscheiden bei diesem Satz neben den erwähnten Farbvarianten viele unterschiedliche Merkmale, die sich durch unterschiedliche Papiere, mit und ohne Fluoreszenz, sowie durch unterschiedlich Orientierung des Wasserzeichens auszeichnen.

## Liste der Ausgaben und Motive
Legende
- Bild: Eine bearbeitete Abbildung der genannten Marke. Das Verhältnis der Größe der Briefmarken zueinander ist in diesem Artikel annähernd maßstabsgerecht dargestellt. Sollten keine Marken abgebildet sein, liegt es daran, dass das Urheberrecht des Künstlers noch nicht erloschen ist.
- Beschreibung: Eine Kurzbeschreibung des Motivs und/oder des Ausgabegrundes. Bei ausgegebenen Serien oder Blocks werden die zusammengehörigen Beschreibungen mit einer Markierung versehen eingerückt.
- Wert: Der Frankaturwert der einzelnen Marke in Pfennig. Ein „+“ bedeutet, dass es sich um eine Zuschlagsmarke handelt (= Frankaturwert + Spende).
- Ausgabedatum: Das Datum des erstmaligen Verkaufs dieser Briefmarke.
- Gültig bis: Das Datum, an dem die Gültigkeit endete.
- Auflage: Soweit bekannt, wird hier die zum Verkauf angebotene Anzahl dieser Ausgabe angegeben.
- Entwurf: Soweit bekannt, wird hier angegeben, von wem der Entwurf dieser Marke stammt.
- Mi.-Nr.: Diese Briefmarke wird im Michel-Katalog unter der entsprechenden Nummer gelistet.

| Sondermarken | |                  |                       |                   |             |                        |       |
| Bild         | Beschreibung | Werte in Pfennig | Ausgabe- datum (1954) | gültig bis        | Auflage     | Entwurf                | MiNr. |
|              | 100. Geburtstag von Paul Ehrlich (1854–1915) und Emil von Behring (1854–1917) Ehrlich erhielt 1908 den Nobelpreis für Medizin, Behring erhielt ihn 1901, beide waren Serologen                                                | 10               | 13. März              | 30. Juni 1955     | 10.000.000  | Johannes Boehland      | 197   |
|              | 500 Jahre Gutenberg-Bibel Ein Drucker an der Handpresse von Johannes Gutenberg (um 1400–1468) | 4                | 5. Mai                | 30. Juni 1955     | 21.200.000  | Walter Brudi           | 198   |
|              | 1200. Todestag des Bonifatius (ca. 672/675–754/755) Missionar und Kirchenreformer, er wird auch als „Apostel der Deutschen“ bezeichnet                                                                                        | 20               | 5. Juni               | 30. Juni 1955     | 5.000.000   | Ernst Göhlert          | 199   |
|              | Helfer der Menschheit - Käthe Kollwitz (1867–1945) Künstlerin, sie fertigte Lithografien, Radierungen, Kupferstiche und Holzschnitte                                                                                          | 7+3              | 28. Dezember          | 31. Dezember 1955 | 3.100.000   | Karl Hans Walter       | 200   |
|              | - Lorenz Werthmann (1858–1921) katholischer Priester und Sozialpolitiker, er war Gründer und erster Präsident des Deutschen Caritasverbandes                                                                                  | 10+5             | 28. Dezember          | 31. Dezember 1955 | 5.300.000   | Karl Hans Walter       | 201   |
|              | - Johann Friedrich Oberlin (1740–1826) Pfarrer aus dem Elsass | 20+10            | 28. Dezember          | 31. Dezember 1955 | 3.700.000   | Karl Hans Walter       | 202   |
|              | - Bertha Pappenheim (1859–1936) Frauenrechtlerin, jüdische Sozialpionierin und Gründerin des Jüdischen Frauenbundes | 40+10            | 28. Dezember          | 31. Dezember 1955 | 1.550.000   | Karl Hans Walter       | 203   |
| Dauermarken  | |                  |                       |                   |             |                        |       |
| Bild         | Beschreibung | Werte in Pfennig | Ausgabe- datum (1954) | gültig bis        | Auflage     | Entwurf                | MiNr. |
|              | Dauermarkenserie: Bundespräsident Theodor Heuss - kleines Format, Buchdruck, Werte von 2 bis 25 Pfennig - mittleres Format, Stichtiefdruck, Werte von 30 bis 90 Pfennig - großes Format, Stichtiefdruck, Werte von 1 bis 3 DM | 2                | 15. Juni              | 31. Dezember 1964 | 120.430.000 | Georg Alexander Mathéy | 177   |
| 4            | Dauermarkenserie: Bundespräsident Theodor Heuss - kleines Format, Buchdruck, Werte von 2 bis 25 Pfennig - mittleres Format, Stichtiefdruck, Werte von 30 bis 90 Pfennig - großes Format, Stichtiefdruck, Werte von 1 bis 3 DM | 31. Januar       | 1.931.515.000         | 31. Dezember 1964 | 178         | Georg Alexander Mathéy |       |
| 5            | Dauermarkenserie: Bundespräsident Theodor Heuss - kleines Format, Buchdruck, Werte von 2 bis 25 Pfennig - mittleres Format, Stichtiefdruck, Werte von 30 bis 90 Pfennig - großes Format, Stichtiefdruck, Werte von 1 bis 3 DM | 1. April         | 356.560.000           | 31. Dezember 1964 | 179         | Georg Alexander Mathéy |       |
| 6            | Dauermarkenserie: Bundespräsident Theodor Heuss - kleines Format, Buchdruck, Werte von 2 bis 25 Pfennig - mittleres Format, Stichtiefdruck, Werte von 30 bis 90 Pfennig - großes Format, Stichtiefdruck, Werte von 1 bis 3 DM | 1. April         | 146.730.000           | 31. Dezember 1964 | 180         | Georg Alexander Mathéy |       |
| 7            | Dauermarkenserie: Bundespräsident Theodor Heuss - kleines Format, Buchdruck, Werte von 2 bis 25 Pfennig - mittleres Format, Stichtiefdruck, Werte von 30 bis 90 Pfennig - großes Format, Stichtiefdruck, Werte von 1 bis 3 DM | 28. Juli         | 146.730.000           | 31. Dezember 1964 | 181         | Georg Alexander Mathéy |       |
| 8            | Dauermarkenserie: Bundespräsident Theodor Heuss - kleines Format, Buchdruck, Werte von 2 bis 25 Pfennig - mittleres Format, Stichtiefdruck, Werte von 30 bis 90 Pfennig - großes Format, Stichtiefdruck, Werte von 1 bis 3 DM | 1. April         | 93.660.000            | 31. Dezember 1964 | 182         | Georg Alexander Mathéy |       |
| 10           | Dauermarkenserie: Bundespräsident Theodor Heuss - kleines Format, Buchdruck, Werte von 2 bis 25 Pfennig - mittleres Format, Stichtiefdruck, Werte von 30 bis 90 Pfennig - großes Format, Stichtiefdruck, Werte von 1 bis 3 DM | 31. Januar       | 3.510.250.000         | 31. Dezember 1964 | 183         | Georg Alexander Mathéy |       |
| 15           | Dauermarkenserie: Bundespräsident Theodor Heuss - kleines Format, Buchdruck, Werte von 2 bis 25 Pfennig - mittleres Format, Stichtiefdruck, Werte von 30 bis 90 Pfennig - großes Format, Stichtiefdruck, Werte von 1 bis 3 DM | 1. April         | 180.610.000           | 31. Dezember 1964 | 184         | Georg Alexander Mathéy |       |
| 20           | Dauermarkenserie: Bundespräsident Theodor Heuss - kleines Format, Buchdruck, Werte von 2 bis 25 Pfennig - mittleres Format, Stichtiefdruck, Werte von 30 bis 90 Pfennig - großes Format, Stichtiefdruck, Werte von 1 bis 3 DM | 1. April         | 2.571.370.000         | 31. Dezember 1964 | 185         | Georg Alexander Mathéy |       |
| 25           | Dauermarkenserie: Bundespräsident Theodor Heuss - kleines Format, Buchdruck, Werte von 2 bis 25 Pfennig - mittleres Format, Stichtiefdruck, Werte von 30 bis 90 Pfennig - großes Format, Stichtiefdruck, Werte von 1 bis 3 DM | 25. Juni         | 99.000.000            | 31. Dezember 1964 | 186         | Georg Alexander Mathéy |       |
| 30           | Dauermarkenserie: Bundespräsident Theodor Heuss - kleines Format, Buchdruck, Werte von 2 bis 25 Pfennig - mittleres Format, Stichtiefdruck, Werte von 30 bis 90 Pfennig - großes Format, Stichtiefdruck, Werte von 1 bis 3 DM | 31. Januar       | 203.300.000           | 31. Dezember 1964 | 187         | Georg Alexander Mathéy |       |
| 40           | Dauermarkenserie: Bundespräsident Theodor Heuss - kleines Format, Buchdruck, Werte von 2 bis 25 Pfennig - mittleres Format, Stichtiefdruck, Werte von 30 bis 90 Pfennig - großes Format, Stichtiefdruck, Werte von 1 bis 3 DM | 1. April         | 185.350.000           | 31. Dezember 1964 | 188         | Georg Alexander Mathéy |       |
| 50           | Dauermarkenserie: Bundespräsident Theodor Heuss - kleines Format, Buchdruck, Werte von 2 bis 25 Pfennig - mittleres Format, Stichtiefdruck, Werte von 30 bis 90 Pfennig - großes Format, Stichtiefdruck, Werte von 1 bis 3 DM | 15. Juni         | 106.000.000           | 31. Dezember 1964 | 189         | Georg Alexander Mathéy |       |
| 60           | Dauermarkenserie: Bundespräsident Theodor Heuss - kleines Format, Buchdruck, Werte von 2 bis 25 Pfennig - mittleres Format, Stichtiefdruck, Werte von 30 bis 90 Pfennig - großes Format, Stichtiefdruck, Werte von 1 bis 3 DM | 15. Juni         | 231.800.000           | 31. Dezember 1964 | 190         | Georg Alexander Mathéy |       |
| 70           | Dauermarkenserie: Bundespräsident Theodor Heuss - kleines Format, Buchdruck, Werte von 2 bis 25 Pfennig - mittleres Format, Stichtiefdruck, Werte von 30 bis 90 Pfennig - großes Format, Stichtiefdruck, Werte von 1 bis 3 DM | 15. Juni         | 34.100.000            | 31. Dezember 1964 | 191         | Georg Alexander Mathéy |       |
| 80           | Dauermarkenserie: Bundespräsident Theodor Heuss - kleines Format, Buchdruck, Werte von 2 bis 25 Pfennig - mittleres Format, Stichtiefdruck, Werte von 30 bis 90 Pfennig - großes Format, Stichtiefdruck, Werte von 1 bis 3 DM | 15. Juni         | 74.170.000            | 31. Dezember 1964 | 192         | Georg Alexander Mathéy |       |
| 90           | Dauermarkenserie: Bundespräsident Theodor Heuss - kleines Format, Buchdruck, Werte von 2 bis 25 Pfennig - mittleres Format, Stichtiefdruck, Werte von 30 bis 90 Pfennig - großes Format, Stichtiefdruck, Werte von 1 bis 3 DM | 15. Juni         | 59.650.000            | 31. Dezember 1964 | 193         | Georg Alexander Mathéy |       |
| 1 DM         | Dauermarkenserie: Bundespräsident Theodor Heuss - kleines Format, Buchdruck, Werte von 2 bis 25 Pfennig - mittleres Format, Stichtiefdruck, Werte von 30 bis 90 Pfennig - großes Format, Stichtiefdruck, Werte von 1 bis 3 DM | 1. April         | 34.100.000            | 31. Dezember 1964 | 194         | Georg Alexander Mathéy |       |
| 2 DM         | Dauermarkenserie: Bundespräsident Theodor Heuss - kleines Format, Buchdruck, Werte von 2 bis 25 Pfennig - mittleres Format, Stichtiefdruck, Werte von 30 bis 90 Pfennig - großes Format, Stichtiefdruck, Werte von 1 bis 3 DM | 15. Juni         | 74.170.000            | 31. Dezember 1964 | 195         | Georg Alexander Mathéy |       |
| 3 DM         | Dauermarkenserie: Bundespräsident Theodor Heuss - kleines Format, Buchdruck, Werte von 2 bis 25 Pfennig - mittleres Format, Stichtiefdruck, Werte von 30 bis 90 Pfennig - großes Format, Stichtiefdruck, Werte von 1 bis 3 DM | 15. Juni         | 59.650.000            | 31. Dezember 1964 | 196         | Georg Alexander Mathéy |       |